# Gegenreiz
Ein Gegenreiz ist ein Verfahren, das zu einer lokalen Reizung führt und in der Medizin dazu eingesetzt wird, eine Entzündung oder einen Schmerz von einer Stelle des Körpers zur Stelle des Gegenreizes abzulenken.

## Eigenschaften
Ein Gegenreiz auslösender Stoff, Gegenreizstoff (englisch counterirritant; z. B. Capsaicin, Kampher zwischen drei und elf Prozent, Chloralhydrat, Eukalyptusöl oder Quecksilber(II)-chlorid), wird unter anderem bei entzündlichen Erkrankungen verwendet, um die an der Entzündung beteiligten Immunzellen von der Entzündungsstelle wegzulocken und somit die Entzündung am ursprünglichen Ort zu mindern. Bei Pferden wurden früher Cantharide, Quecksilber(II)-iodid und kontrollierte Verbrennungen als counterirritants eingesetzt.